# Bucklandiella subsecunda
Bucklandiella subsecunda là một loài Rêu trong họ Grimmiaceae. Loài này được (Hook. & Grev. ex Harv.) Bednarek-Ochyra & Ochyra mô tả khoa học đầu tiên năm 2003.